# لورانسویل، کبک
لورانسویل (به فرانسوی: Lawrenceville) روستایی در منطقه شهری لو وال-سن-فرانسوا ناحیه استری در استان کبک کانادا است. در سرشماری سال ۲۰۱۱ این روستا ۶۶۷ نفر جمعیت داشته‌است و مساحت آن ۱۷٫۴ کیلومتر مربع است.